# Contagion complexe
 (juillet 2024).

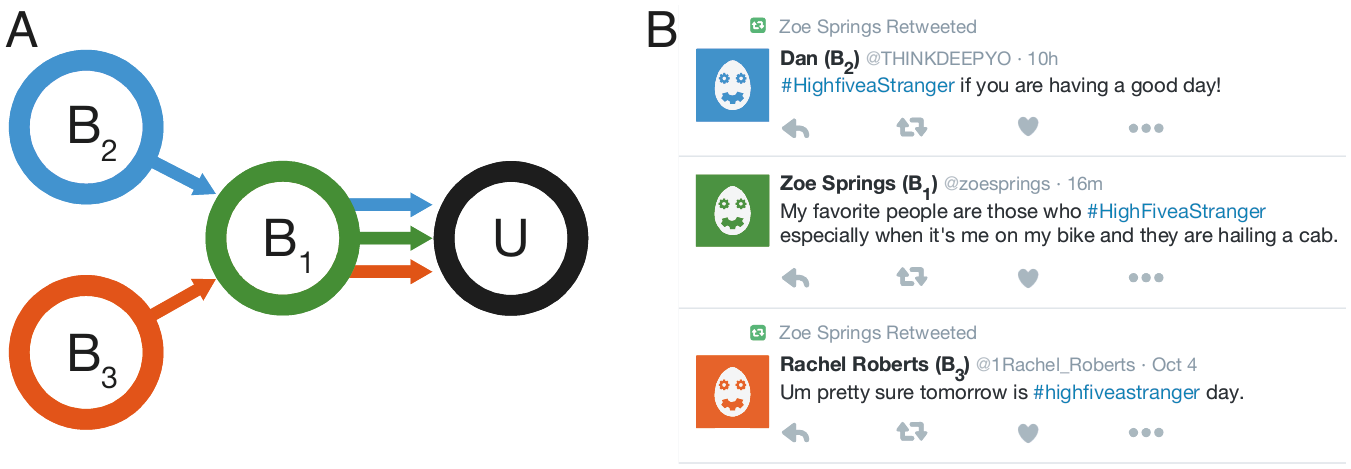
Diagramme montrant comment deux sources différentes peuvent influencer un point nodal plus suivi d'un réseau social.

La contagion complexe est un phénomène sociologique de propagation d'une information, souvent par le biais d'un réseau social.
Contrairement à la contagion simple, l'information ne s'y propage pas initialement d'un « centre » vers des périphéries, mais elle se développe plus ou moins rapidement et plus ou moins spontanément dans un groupe relativement fermé avant d'acquérir une masse critique qui lui permet de toucher des parties beaucoup plus importantes d'un réseau.
Les contagions complexes ont plus particulièrement été étudiées par le sociologue américain Damon Centola.

## Historiographie
Le premier sociologue à développer le concept de contagion complexe est Mark Granovetter en 1978.

## Mécanismes

### Principes de diffusion d'une contagion sociale
La diffusion des idées, rumeurs et informations a souvent été étudiée scientifiquement de la même manière que l'étude de la contagion, notamment en épidémiologie. On parle ainsi de « contagion sociale », les dynamiques de réseaux à l'œuvre étant sensiblement identiques sur le plan de la modélisation. La contagion sociale est dans certaines publications réduite aux seules contagions complexes, la contagion simple étant dans ce cas réservée à l'épidémiologie.
Les contagions simples comme complexes partagent une courbe de diffusion en forme de « S » : une première section monte une croissance faible de la propagation, jusqu'à atteindre un certain seuil. Une seconde phase, à partir de ce seuil, montre une croissance très forte, touchant la majorité de la population considérée. Enfin la dernière partie montre une stabilisation, la population encore épargnée étant touchée à un rythme très faible.

### Nécessité de sources multiples
À la différence d'un contagion simple, ce qui correspond au même schéma de diffusion qu'une épidémie, la contagion complexe nécessite une affirmation provenant de sources multiples. En effet, il s'agit d'informations nécessitant une confirmation ou un renforcement, leur acceptation n'étant pas évidente. Une structure transitive de relations devient nécessaire à la propagation d'une contagion complexe, afin de promouvoir des redondances de diffusion, redondances qui ne soient pas de simples répétitions. L'efficacité de la contagion dépend alors d'interactions avec de multiples acteurs,,.
Quatre mécanismes sociaux différents peuvent expliquer pourquoi les contagions complexes requièrent cette multiplicité de sources. Premièrement, la complémentarité stratégique : la notoriété d'une information ne vaut pas adhésion immédiate, et cette adoption requiert souvent une masse critique. Le second facteur est la crédibilité : la mise en œuvre d'une idée par un pair, ou du moins la confirmation par des sources et des vecteurs différents , sont souvent nécessaires au démarrage d'une contagion complexe. La légitimité de l'idée ou de l'action est souvent remise en cause par les opposants, ou même simplement les sceptiques, et la contagion ne démarre qu'une fois cette légitimité assurée. Enfin, la contagion émotionnelle montre que la dynamique de l'interaction cumulative peut provoquer des comportements de groupe différant sensiblement du comportement de l'individu seul.

### Mode de propagation
La contagion complexe est caractéristique de la diffusion d'idées neuves, de rumeurs ou de risque systémique ; la transmission y est un phénomène collectif qui mobilise tous les liens sociaux d'un individu. Le « degré » du nœud, c'est-à-dire le nombre de liens, est un facteur particulièrement crucial. Ainsi, un réseau relativement réduit permettra au groupe des « voisins » d'un individu de disposer d'une grande influence relative sur ce dernier.

## Mises en œuvre
Une des mises en œuvre de contagion complexe les plus étudiées et les plus célèbres est la politique de contraception mise en place par le gouvernement en Corée du Sud au début des années 1960. Contrairement à la politique de l'enfant unique imposée en Chine, la mise en œuvre coréenne proposait une stratégie différenciée où chaque village se voyait proposer une palette d'options contraceptives, avec un résultat très efficace.